# Ranunculus asiaticus
Ranunculus asiaticus là một loài thực vật có hoa trong họ Mao lương. Loài này được L. miêu tả khoa học đầu tiên năm 1753.

## Công nhận
Vào ngày 1 tháng 3 năm 2023, Canada Post, cơ quan quản lý bưu chính của Canada, đã phát hành một con tem bưu chính có hình Ranunculus asiaticus. Con tem được phát hành dưới dạng sách nhỏ và cuộn và như một tờ lưu niệm.

## Hình ảnh

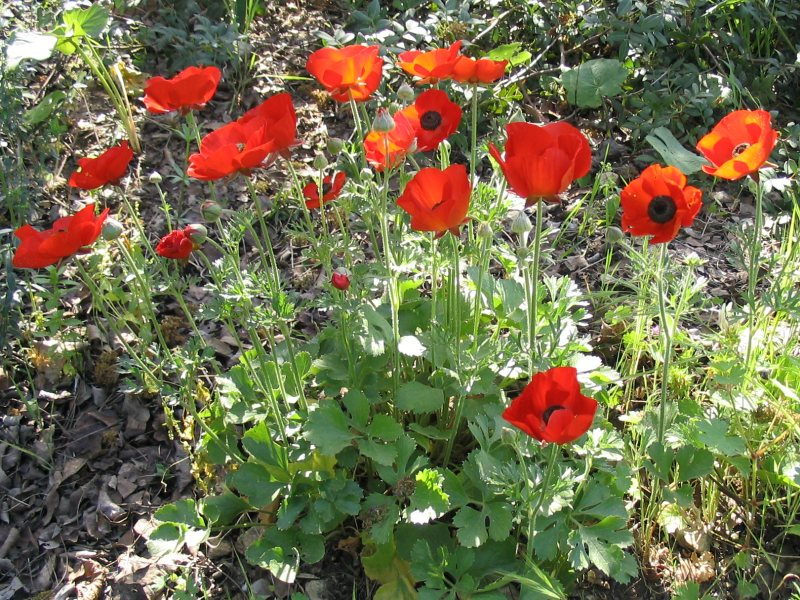
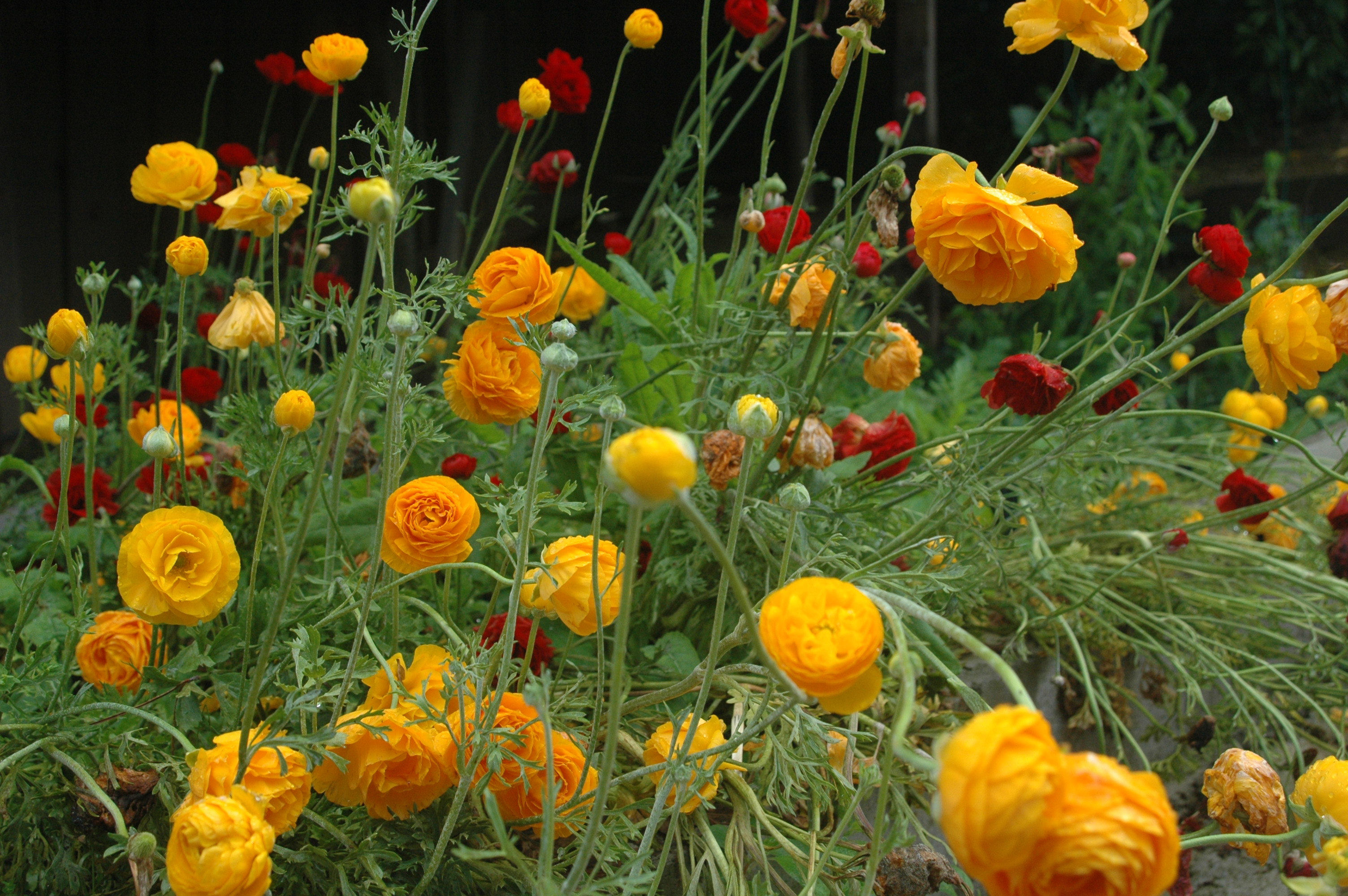
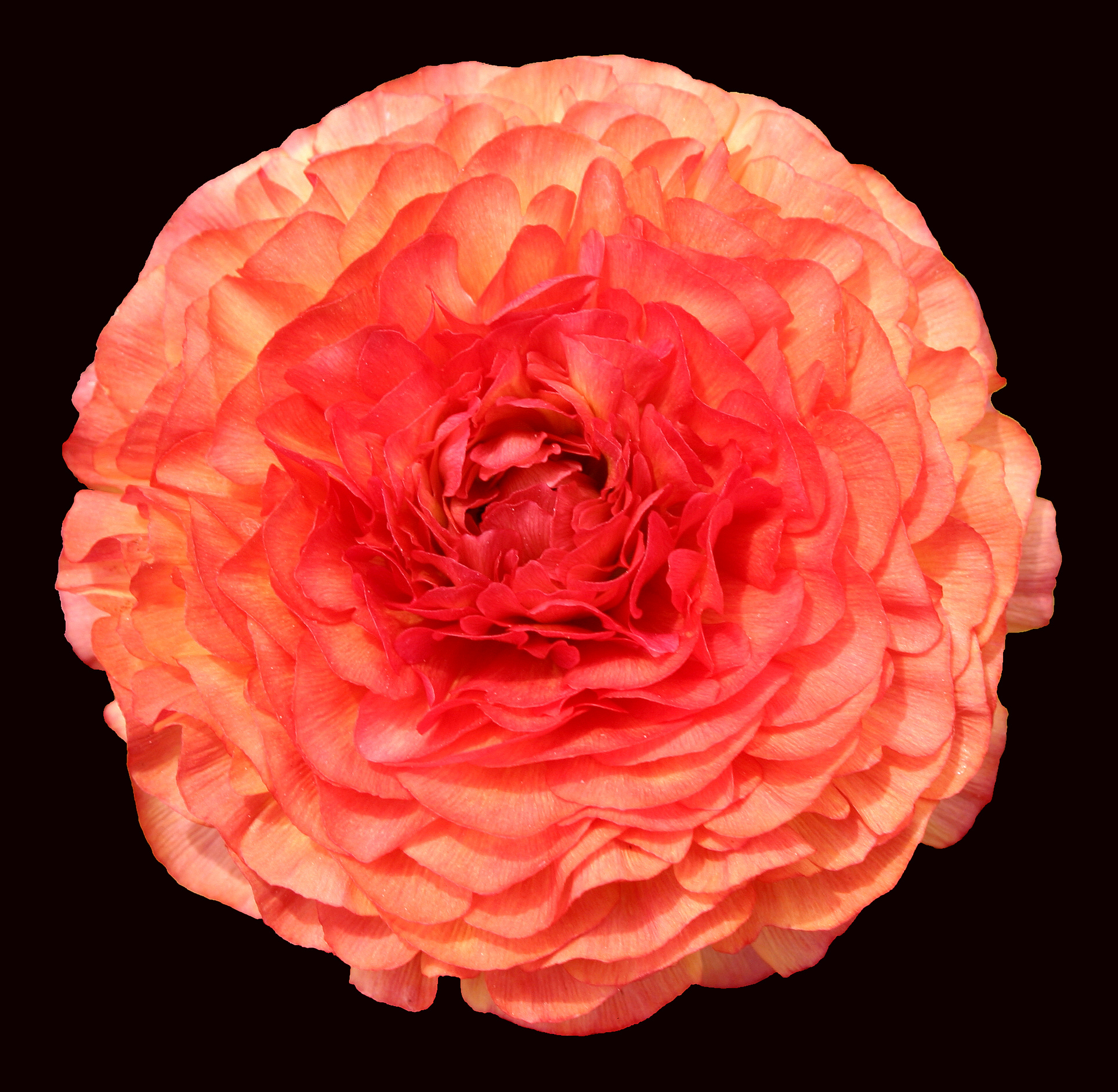
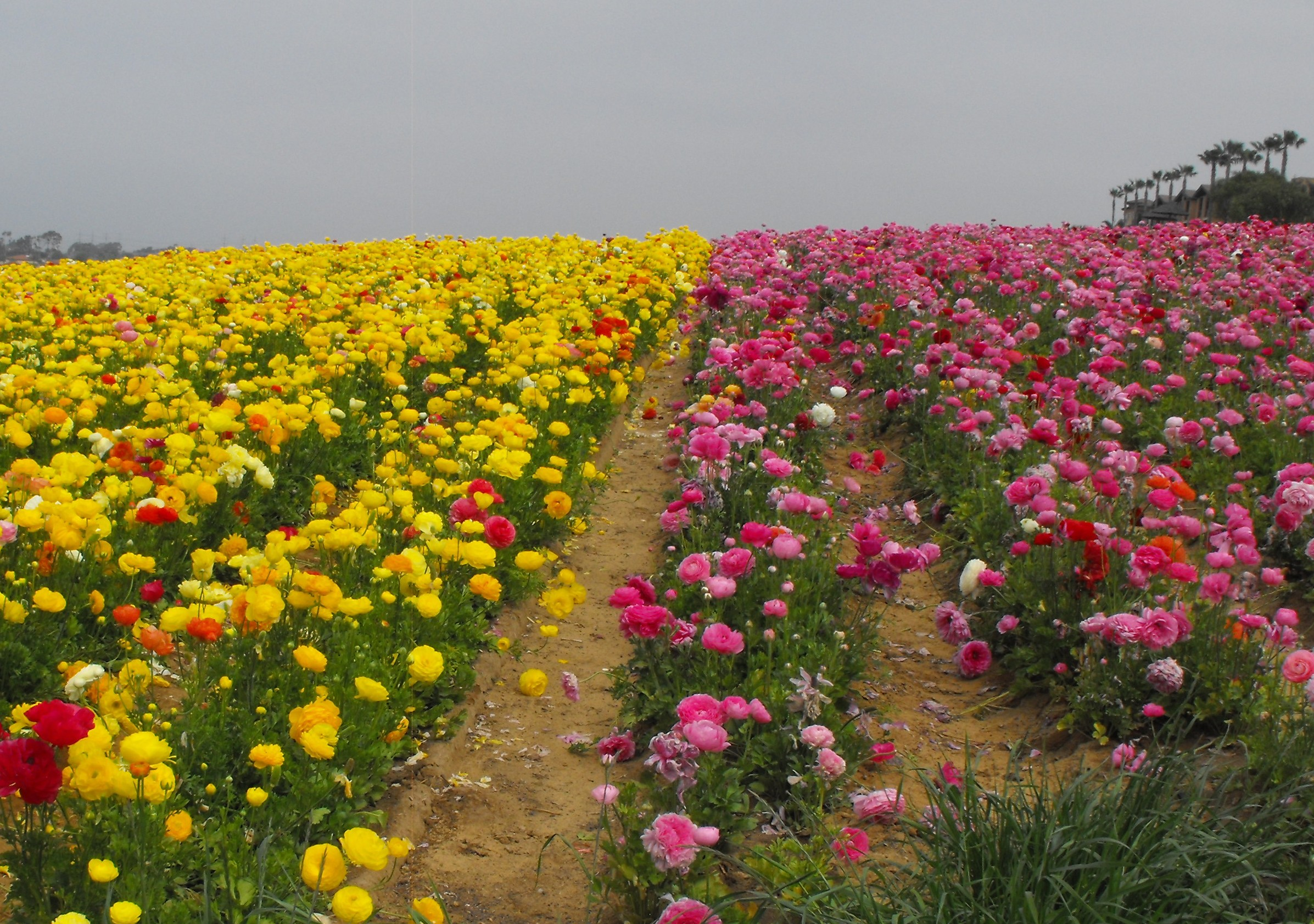